# Ganchujagijn Chanbürged
Ganchujagijn Chanbürged (mong. Ганхуягийн Ханбүргэд ;ur. 1996) – mongolski zapaśnik walczący w obu stylach. 
Zajął siódme miejsce na mistrzostwach Azji w 2022. Brązowy medalista wojskowych MŚ w 2017. Drugi na mistrzostwach Azji U-23 w 2019 roku.